# Shillong
Shillong (tiếng Khasi: Shillong) là một thành phố, một trạm đồi, và là thủ phủ của bang Meghalaya. Đây cũng là trung tâm của huyện East Khasi Hills và nằm ở độ cao trung bình 4.908 feet (1,496 m) trên mực nước biển, với điểm cao nhất là đỉnh núi Shillong cao 6.449 feet (1,966 m). Shillong có dân số chừng 143.229 theo thống kê năm 2011. Thành phố, và bang Meghalaya nói chung, được mệnh danh là "Scotland của phương đông".

## Khí hậu
| Dữ liệu khí hậu của Shillong                   | Dữ liệu khí hậu của Shillong | Dữ liệu khí hậu của Shillong | Dữ liệu khí hậu của Shillong | Dữ liệu khí hậu của Shillong | Dữ liệu khí hậu của Shillong | Dữ liệu khí hậu của Shillong | Dữ liệu khí hậu của Shillong | Dữ liệu khí hậu của Shillong | Dữ liệu khí hậu của Shillong | Dữ liệu khí hậu của Shillong | Dữ liệu khí hậu của Shillong | Dữ liệu khí hậu của Shillong | Dữ liệu khí hậu của Shillong |
| Tháng                                          | 1                            | 2                            | 3                            | 4                            | 5                            | 6                            | 7                            | 8                            | 9                            | 10                           | 11                           | 12                           | Năm                          |
| ---------------------------------------------- | ---------------------------- | ---------------------------- | ---------------------------- | ---------------------------- | ---------------------------- | ---------------------------- | ---------------------------- | ---------------------------- | ---------------------------- | ---------------------------- | ---------------------------- | ---------------------------- | ---------------------------- |
| Cao kỉ lục °C (°F)                             | 24.9 (76.8)                  | 26.1 (79.0)                  | 28.1 (82.6)                  | 30.2 (86.4)                  | 29.5 (85.1)                  | 29.5 (85.1)                  | 28.2 (82.8)                  | 28.4 (83.1)                  | 28.8 (83.8)                  | 27.8 (82.0)                  | 24.5 (76.1)                  | 22.5 (72.5)                  | 30.2 (86.4)                  |
| Trung bình ngày tối đa °C (°F)                 | 14.9 (58.8)                  | 17.0 (62.6)                  | 21.0 (69.8)                  | 23.2 (73.8)                  | 23.4 (74.1)                  | 24.0 (75.2)                  | 23.9 (75.0)                  | 24.1 (75.4)                  | 23.3 (73.9)                  | 21.6 (70.9)                  | 19.1 (66.4)                  | 16.0 (60.8)                  | 21.0 (69.8)                  |
| Tối thiểu trung bình ngày °C (°F)              | 5.9 (42.6)                   | 7.5 (45.5)                   | 11.1 (52.0)                  | 13.8 (56.8)                  | 15.5 (59.9)                  | 17.4 (63.3)                  | 17.9 (64.2)                  | 17.7 (63.9)                  | 16.7 (62.1)                  | 14.3 (57.7)                  | 10.5 (50.9)                  | 7.2 (45.0)                   | 13.0 (55.4)                  |
| Thấp kỉ lục °C (°F)                            | −0.9 (30.4)                  | −2.4 (27.7)                  | 2.7 (36.9)                   | 6.6 (43.9)                   | 8.5 (47.3)                   | 10.0 (50.0)                  | 12.3 (54.1)                  | 10.0 (50.0)                  | 10.7 (51.3)                  | 6.7 (44.1)                   | −0.5 (31.1)                  | −3.3 (26.1)                  | −3.3 (26.1)                  |
| Lượng mưa trung bình mm (inches)               | 13.6 (0.54)                  | 19.3 (0.76)                  | 46.0 (1.81)                  | 129.0 (5.08)                 | 266.6 (10.50)                | 428.7 (16.88)                | 496.5 (19.55)                | 310.5 (12.22)                | 276.6 (10.89)                | 211.8 (8.34)                 | 38.8 (1.53)                  | 12.8 (0.50)                  | 2.250,4 (88.60)              |
| Số ngày mưa trung bình                         | 1.6                          | 2.3                          | 4.1                          | 9.7                          | 15.8                         | 18.1                         | 17.9                         | 16.7                         | 15.7                         | 8.4                          | 2.1                          | 1.1                          | 113.5                        |
| Độ ẩm tương đối trung bình (%) (at 17:30 IST)  | 87                           | 76                           | 68                           | 72                           | 81                           | 86                           | 87                           | 88                           | 90                           | 90                           | 88                           | 89                           | 84                           |
| Số giờ nắng trung bình tháng                   | 223.2                        | 223.2                        | 232.5                        | 219.0                        | 170.5                        | 108.0                        | 99.2                         | 108.5                        | 102.0                        | 176.7                        | 216.0                        | 235.6                        | 2.114,4                      |
| Số giờ nắng trung bình ngày                    | 7.2                          | 7.9                          | 7.5                          | 7.3                          | 5.5                          | 3.6                          | 3.2                          | 3.5                          | 3.4                          | 5.7                          | 7.2                          | 7.6                          | 5.8                          |
| Nguồn: Cục Khí tượng Ấn Độ (đo nắng 1971–2000) |                              |                              |                              |                              |                              |                              |                              |                              |                              |                              |                              |                              |                              |